# Чермасан (река)

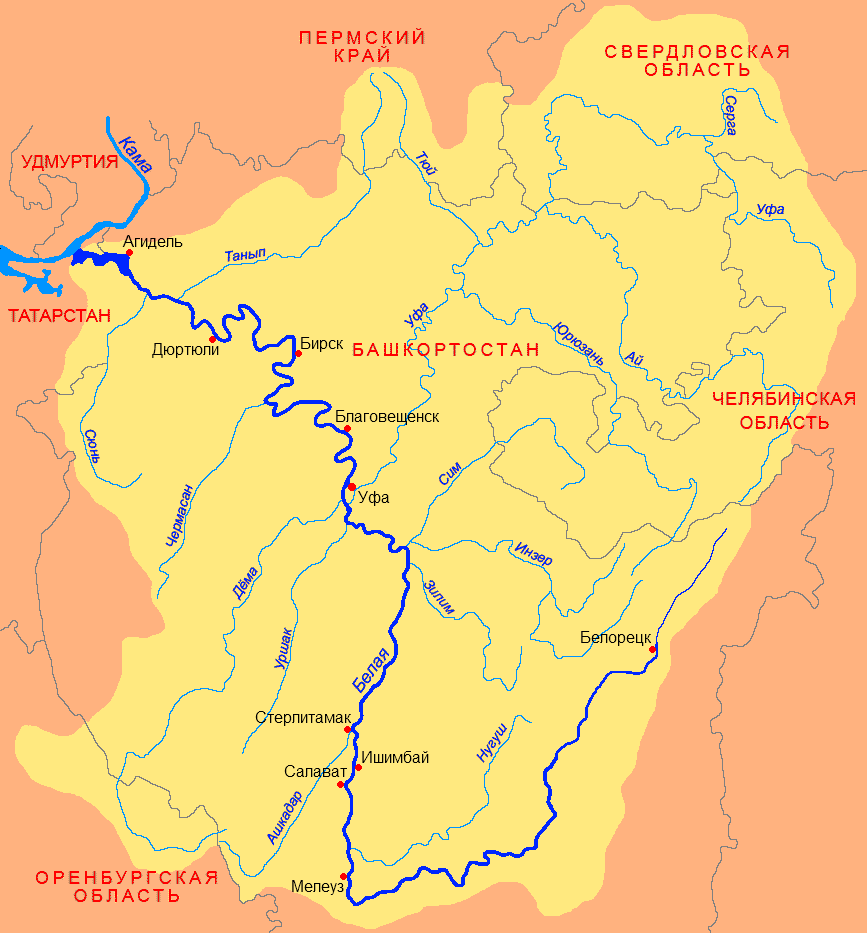
Бассейн Белой

Чермаса́н (баш. Сәрмәсән) — река в Башкортостане (Россия), левый приток реки Белой.
Длина реки — 186 км, площадь водосборного бассейна — 3970 км². Река замерзает в ноябре, вскрывается в апреле. Исток Чермасана находится на Бугульминско-Белебеевской возвышенности. Питание снеговое. Среднегодовой расход воды — 10 м³/с. Основные притоки: Идяш, Калмашка, Сарыш.

## Название
Гидроним Чермасан происходит от башкирского личного имени баш. Сәрмәсән. Чермасан и Кармасан были сыновьями Ялык-бея, который являлся одним из организаторов борьбы башкир против войска Тамерлана.

## Данные водного реестра
По данным государственного водного реестра России относится к Камскому бассейновому округу, водохозяйственный участок реки — Белая от города Уфы до города Бирска, речной подбассейн реки — Белая. Речной бассейн реки — Кама.